# 夏色公園 〜電波塔の下で愛を語る〜
『夏色公園 〜電波塔の下で愛を語る〜』(なついろこうえん でんぱとうのしたであいをかたる)は2006年7月21日にウィルプラスより発売された18禁恋愛アドベンチャーゲームである。

## 解説
本作は様々な事情を抱えたヒロインたちとの恋愛を描いたアドベンチャーゲームである。
心情の描写に重きを置いており、ストーリー中にヒロインたちの視点を挟んでいるのが特徴である。

## ストーリー
（出典：）
主人公・夏井一真は務めていた会社が突然倒産し、途方に暮れていた。突然の倒産によって職と家を失い、気がつくと彼は公園に立ち尽くしていた。不幸は続くもので、持っていた唯一の食材を突然現れたオウムに奪われてしまう。オウムを追いかけると、飼い主と思われる少女がいた。彼女は自分のことをエンプティーと称し、「この公園に世話になるならアタシの許可がいるんだけどね」と告げる。一真はエンプティーに従い、公園での暮らしを始める。
しばらく公園で暮らしていると、一真は何人もの訳ありの女性と出会う。女優を目指すお嬢様や、家出中の女子生徒。モデルを夢見る少女に自称未亡人の女性。さらには水商売をしているお姉さんまで、多種多様な女性と一真は交流する。普通に会社で働いていたときには出会えなかったような女性たちと出会い、一真は変わっていく。

## 登場人物

### メインキャラクター
（出典：）
夏井 一真
本作の主人公。会社が倒産したことで職と家を失い、路頭に迷っていた。電波塔が立つ公園で倒れかかっていたところをエンプティーに救われた。
エンプティー
声 - 理多
行き倒れていた一真に食料を与えた少女。都会の公園でテントを張って暮らしている。本名と年齢については教えてくれない。金に汚い一方、映画や歴史といったあらゆることに詳しい。また、他人に対して勝手にあだ名をつける。
「ガラ」という名前のオウムを飼っている。
及川 小夜子（おいかわ さよこ）
声 - 松田理沙
裕福な家で育ち、よい教育を受けてきた19歳の女性。芝居の魅力に取りつかれ、学校を中退して劇団に入った。演技力はまだまだ乏しく、世間知らずなため、台詞に感情がこもらない。劇団では衣装係を務めている。エンプティーと仲が良く、彼女からオフィーリアというあだ名を付けられた。
春日 まひる（かすが まひる）
声 - 榎津まお
目下家出中で、将来への展望が持てない少女。妹ばかり両親にかわいがられてきたため、愛情を感じられず、家出に至った。エンプティーからはネコというあだ名をつけられている。
篠崎 京華（しのざき きょうか）
声 - 北都南
写真を撮りに公園によく訪れる、ゴスロリ服の若い女性。モデルになるのが夢で、メイドカフェでアルバイトをしている。エンプティーからはアリスというあだ名をつけている。
叶野 琴音（かの ことね）
声 - まきいづみ
未亡人を自称する、のんびりした28歳の女性。公園には鳩の餌やりに来る。世話好きであり、穏やかな性格。エンプティーからはレィディというあだ名をつけられている。
柏原 美帆（かしわら みほ）
声 - 一色ヒカル
「みちる」という源氏名で水商売をしている、26歳の女性。仕事帰りによく公園を訪れる。頼りがいがある性格で、公園ではリーダー格である。エンプティーからはみっちゃんと呼ばれている。

### サブキャラクター
（出典：）
牧本 くるみ（まきもと くるみ）
声 - 町田あみ
公園の近所にあるコンビニで働く少女。エンプティーと親しく、彼女のオウムに鶏のから揚げをよくあげている。
春日 ゆうな（かすが ゆうな）
声 - 如月葵
まひるの妹。まひるとは違う学園に通っている。まひるに対して対抗意識を持っている。
楠木 加奈子（くすのき かなこ）
声 - このかなみ
みちるの勤務先の先輩で、はるかという源氏名を持っている。店ではかなりの人気がある。離婚歴があり、子どもがいる。